# U23-Europacup 1992
Der erste U23-Europacup (European under 23 Cup) für unter 23-Jährige wurde  vom Europäischen Leichtathletikverband (EAA) organisiert und fand vom 18. bis 19. Juli 1992 statt. Die Wettbewerbe wurden nach Leistungsvermögen getrennt an verschiedenen Orten ausgetragen: Gruppe A in Gateshead (Großbritannien) und Gruppe B in Villeneuve-d’Ascq (Frankreich).

## Goldmedaillen 1992 Gateshead   Gruppe A Frauen
| Goldmedaillen (Endstand nach 16 Entscheidungen) | Goldmedaillen (Endstand nach 16 Entscheidungen) | Goldmedaillen (Endstand nach 16 Entscheidungen) | Goldmedaillen (Endstand nach 16 Entscheidungen) |
| Platz                                           | Land                                            | Gold                                            |                                                 |
| ----------------------------------------------- | ----------------------------------------------- | ----------------------------------------------- | ----------------------------------------------- |
| 1                                               | Vereinigtes Königreich                          | 6                                               |                                                 |
| 2                                               | Deutschland                                     | 3                                               |                                                 |
| 3                                               | Italien                                         | 2                                               |                                                 |
| 3                                               | Rumänien                                        | 2                                               |                                                 |
| 3                                               | Tschechoslowakei                                | 2                                               |                                                 |
| 6                                               | Spanien                                         | 1                                               |                                                 |
| Gesamt                                          | Gesamt                                          | 16                                              |                                                 |

## Nationenwertung 1992 Gateshead  Gruppe A Frauen
| Nationenwertung (Endstand nach 16 Entscheidungen) | Nationenwertung (Endstand nach 16 Entscheidungen) | Nationenwertung (Endstand nach 16 Entscheidungen) | Nationenwertung (Endstand nach 16 Entscheidungen) |
| ------------------------------------------------- | ------------------------------------------------- | ------------------------------------------------- | ------------------------------------------------- |
| Platz                                             | Land                                              | Punkte                                            |                                                   |
| 1                                                 | Vereinigtes Königreich                            | 87                                                |                                                   |
| 2                                                 | Deutschland                                       | 72                                                |                                                   |
| 3                                                 | Rumänien                                          | 69                                                |                                                   |
| 4                                                 | Italien                                           | 68                                                |                                                   |
| 5                                                 | Tschechoslowakei                                  | 67                                                |                                                   |
| 6                                                 | Spanien                                           | 46                                                |                                                   |
| 7                                                 | Ungarn                                            | 37                                                |                                                   |
| 8                                                 | EUN                                               | dns                                               |                                                   |

## Erstplatzierte 1992 Gateshead Gruppe A Frauen
| 1992 | Villeneuve-d’Ascq       | Gruppe A             | Frauen                 |
| 1992 | Disziplin               | 1. Siegerin          | Land                   |
| 1992 | 100 Meter               | Aileen McGillivary   | Vereinigtes Königreich |
| 1992 | 200 Meter               | Paula Cohen          | Vereinigtes Königreich |
| 1992 | 400 Meter               | Julia Merino         | Spanien                |
| 1992 | 800 Meter               | Fabia Trabaldo       | Italien                |
| 1992 | 1500 Meter              | Lisa York            | Vereinigtes Königreich |
| 1992 | 3000 Meter              | Paula Radcliffe      | Vereinigtes Königreich |
| 1992 | 100 Meter Hürden        | Keri Maddox          | Vereinigtes Königreich |
| 1992 | 400 Meter Hürden        | Louise Fraser        | Vereinigtes Königreich |
| 1992 | Hochsprung              | Antonella Bevilacqua | Italien                |
| 1992 | Weitsprung              | Monica Toth          | Rumänien               |
| 1992 | Dreisprung              | Šárka Kašpárková     | Tschechoslowakei       |
| 1992 | Kugelstoßen             | Heike Hopfer         | Deutschland            |
| 1992 | Diskuswurf              | Nicoleta Gradinaru   | Rumänien               |
| 1992 | Speerwurf               | Susanne Riewe        | Deutschland            |
| 1992 | 4-mal-100-Meter-Staffel | Deutschland          | Deutschland            |
| 1992 | 4-mal-400-Meter-Staffel | Tschechoslowakei     | Tschechoslowakei       |

## Goldmedaillen 1992 Gateshead Gruppe A Männer
| Goldmedaillen (Endstand nach 16 Entscheidungen) | Goldmedaillen (Endstand nach 16 Entscheidungen) | Goldmedaillen (Endstand nach 16 Entscheidungen) | Goldmedaillen (Endstand nach 16 Entscheidungen) |
| Platz                                           | Land                                            | Gold                                            |                                                 |
| ----------------------------------------------- | ----------------------------------------------- | ----------------------------------------------- | ----------------------------------------------- |
| 1                                               | Vereinigtes Königreich                          | 7                                               |                                                 |
| 2                                               | Deutschland                                     | 4                                               |                                                 |
| 3                                               | Italien                                         | 3                                               |                                                 |
| 4                                               | Frankreich                                      | 1                                               |                                                 |
| 4                                               | Finnland                                        | 1                                               |                                                 |
| 5                                               | Gesamt                                          | 16                                              |                                                 |

## Nationenwertung 1992 Gateshead  Gruppe A  Männer
| Nationenwertung (Endstand nach 16 Entscheidungen) | Nationenwertung (Endstand nach 16 Entscheidungen) | Nationenwertung (Endstand nach 16 Entscheidungen) | Nationenwertung (Endstand nach 16 Entscheidungen) |
| ------------------------------------------------- | ------------------------------------------------- | ------------------------------------------------- | ------------------------------------------------- |
| Platz                                             | Land                                              | Punkte                                            |                                                   |
| 1                                                 | Deutschland                                       | 95                                                |                                                   |
| 2                                                 | Vereinigtes Königreich                            | 75                                                |                                                   |
| 3                                                 | Italien                                           | 70                                                |                                                   |
| 4                                                 | Finnland                                          | 55                                                |                                                   |
| 5                                                 | Frankreich                                        | 55                                                |                                                   |
| 6                                                 | Spanien                                           | 47                                                |                                                   |
| 7                                                 | EUN                                               | dns                                               |                                                   |
| 8                                                 | Polen                                             | dns                                               |                                                   |

## Erstplatzierte 1992 Gateshead Gruppe A Männer
| 1992 | Gateshead               | Gruppe A                    | Männer                 |
| 1992 | Disziplin               | 1. Sieger                   | Land                   |
| 1992 | 100 Meter               | Christian Konieczny         | Deutschland            |
| 1992 | 200 Meter               | Giorgio Marras              | Italien                |
| 1992 | 400 Meter               | David Grindley              | Vereinigtes Königreich |
| 1992 | 800 Meter               | Curtis Robb                 | Vereinigtes Königreich |
| 1992 | 1500 Meter              | Abdelkader Chékhémani       | Frankreich             |
| 1992 | 5000 Meter              | Francesco Bennici           | Italien                |
| 1992 | 3000 Meter Hindernis    | Keith Cullen                | Vereinigtes Königreich |
| 1992 | 110 Meter Hürden        | Mike Fenner                 | Deutschland            |
| 1992 | 400 Meter Hürden        | Enzo Franciosi              | Italien                |
| 1992 | Hochsprung              | Steve Smith                 | Vereinigtes Königreich |
| 1992 | Stabhochsprung          | Tim Lobinger                | Deutschland            |
| 1992 | Weitsprung              | Georg Ackermann             | Deutschland            |
| 1992 | Dreisprung              | Julian Golley               | Vereinigtes Königreich |
| 1992 | Kugelstoßen             | Markus Koistinen            | Finnland               |
| 1992 | Diskuswurf              | Glen Smith                  | Vereinigtes Königreich |
| 1992 | 4-mal-400-Meter-Staffel | Großbritannien & Nordirland | Vereinigtes Königreich |

## Nationenwertung 1992 Villeneuve-d’Ascq Gruppe B Frauen
| Nationenwertung (Endstand nach 16 Entscheidungen) | Nationenwertung (Endstand nach 16 Entscheidungen) | Nationenwertung (Endstand nach 16 Entscheidungen) | Nationenwertung (Endstand nach 16 Entscheidungen) |
| ------------------------------------------------- | ------------------------------------------------- | ------------------------------------------------- | ------------------------------------------------- |
| Platz                                             | Land                                              | Punkte                                            |                                                   |
| 1                                                 | Frankreich                                        | 101                                               |                                                   |
| 2                                                 | Finnland                                          | 87                                                |                                                   |
| 3                                                 | Bulgarien                                         | 79                                                |                                                   |
| 4                                                 | Schweden                                          | 72,5                                              |                                                   |
| 5                                                 | Portugal                                          | 70                                                |                                                   |
| 6                                                 | Niederlande                                       | 69                                                |                                                   |
| 7                                                 | Norwegen                                          | 59,5                                              |                                                   |
| 8                                                 | Belgien                                           | 36                                                |                                                   |

## Nationenwertung 1992 Villeneuve-d’Ascq  Gruppe B Männer
| Nationenwertung (Endstand nach 16 Entscheidungen) | Nationenwertung (Endstand nach 16 Entscheidungen) | Nationenwertung (Endstand nach 16 Entscheidungen) | Nationenwertung (Endstand nach 16 Entscheidungen) |
| ------------------------------------------------- | ------------------------------------------------- | ------------------------------------------------- | ------------------------------------------------- |
| Platz                                             | Land                                              | Punkte                                            |                                                   |
| 1                                                 | Tschechoslowakei                                  | 109                                               |                                                   |
| 2                                                 | Schweden                                          | 108                                               |                                                   |
| 3                                                 | Ungarn                                            | 93                                                |                                                   |
| 4                                                 | Griechenland                                      | 73                                                |                                                   |
| 5                                                 | Rumänien                                          | 71                                                |                                                   |
| 6                                                 | Portugal                                          | 71                                                |                                                   |
| 7                                                 | Bulgarien                                         | 69                                                |                                                   |
| 7                                                 | Schweiz                                           | 69                                                |                                                   |